# Гаррі Магвайр
Дже́йкоб Га́ррі Магва́йр (англ. Jacob Harry Maguire, нар. 5 березня 1993, Шеффілд) — англійський футболіст, центральний захисник клубу «Манчестер Юнайтед» та збірної Англії.

## Клубна кар'єра
Гаррі Магвайр народився в Шеффілді, Південний Йоркшир. Виступав за футбольну академію клубу «Шеффілд Юнайтед». Дебютував в основному складі 12 квітня 2011 року в матчі проти «Кардіфф Сіті».
У сезоні 2011/12 закріпився в основному складі «Шеффілд Юнайтед». 6 серпня 2011 року забив свій перший гол за «клинків» у матчі проти «Олдем Атлетік». У жовтні того ж року підписав новий контракт з клубом до 2015 року. За підсумками сезону 2011/12 «клинки» посіли 3-е місце в Першій лізі і дійшли до фіналу плей-оф за вихід в Чемпіоншип, проте програли в ньому клубу «Гаддерсфілд Таун». Гаррі Магвайр за підсумками сезону отримав обидві нагороди «гравця сезону» як кращого гравця та кращого молодого гравця «Шеффілд Юнайтед». Також він був включений в «команду року» Першої ліги в сезоні 2011/12.
17 жовтня 2012 року Магвайр забив 2 м'ячі в матчі Трофею Футбольної ліги проти «Ноттс Каунті» на «Медов Лейн». 28 лютого 2013 року Магвайр провів свій 100-й матч у стартовому складі «Шеффілд Юнайтед», при тому що йому було лише 19 років.
У червні 2014 року «Шеффілд Юнайтед» запропонував Гаррі покращений контракт на тлі інтересу до захисника з боку клубів «Галл Сіті» та «Вулвергемптон Вондерерз». «Клинки» відкинули пропозиції про трансфер Магвайра в розмірі 1 млн, і 1,5 млн фунтів від «вовків».
29 липня 2014 року Магвайр перейшов в «Галл Сіті» за 2,5 млн фунтів, підписавши з клубом трирічний контракт. Дебютував за «тигрів» 24 вересня 2014 року в матчі Кубка Футбольної ліги проти «Вест-Бромвіч Альбіон».
10 лютого 2015 року Магвайр відправився в оренду в клуб «Віган Атлетік», в якому провів залишок сезону 2014/15. Влітку 2015 року повернувся до клубу «Галл Сіті». Цього разу провів у складі команди два сезони, в першому з яких клуб вийшов до Прем'єр-ліги, але в другому не зумів там утриматись.
15 червня 2017 року Гаррі перейшов до складу чинних чемпіонів Англії «Лестер Сіті» за 17 мільйонів євро, підписавши контракт з «лисицями» на п'ять років. Станом на 18 травня 2018 року відіграв за команду з Лестера 38 матчів в національному чемпіонаті.
5 серпня 2019 року Гаррі Магвайр перейшов до «Манчестер Юнайтед» за 80 мільйонів фунтів, ставши таким чином одним із найдорожчих захисників в історії футболу.

## Виступи за збірні
Зіграв один матч у складі молодіжної збірної Англії проти Північної Ірландії у листопаді 2012 року.
24 серпня 2017 року тренер Гарет Саутгейт викликав Магвайра в національну збірну Англії на матчі відбіркового турніру до чемпіонату світу 2018 року з командами Мальти і Словаччині, але на поле не виходив.
Дебют у збірній відбувся 8 жовтня 2017 року у матчі-кваліфікації з збірної Литви, де Гаррі відіграв весь матч.
У складі збірної був учасником чемпіонату світу 2018 року та чемпіонату світу 2022 року.
| Дата       | Місто           | Господарі  | Результат               | Гості       | Турнір                                    | Голи | Примітки |
| ---------- | --------------- | ---------- | ----------------------- | ----------- | ----------------------------------------- | ---- | -------- |
| 08-10-2017 | Вільнюс         | Литва      | 0 – 1                   | Англія      | Відбір до ЧС 2018                         | -    |          |
| 11-11-2017 | Лондон          | Англія     | 0 – 0                   | Німеччина   | товариський матч                          | -    |          |
| 14-11-2017 | Лондон          | Англія     | 0 – 0                   | Бразилія    | товариський матч                          | -    |          |
| 23-3-2018  | Амстердам       | Нідерланди | 0 – 1                   | Англія      | товариський матч                          | -    | 10' 89'  |
| 7-6-2018   | Лідс            | Англія     | 2 – 0                   | Коста-Рика  | товариський матч                          | -    |          |
| 18-6-2018  | Волгоград       | Туніс      | 1 – 2                   | Англія      | ЧС 2018 - груповий етап                   | -    |          |
| 24-6-2018  | Нижній Новгород | Англія     | 6 – 1                   | Панама      | ЧС 2018 - груповий етап                   | -    |          |
| 28-6-2018  | Калінінград     | Англія     | 0 – 1                   | Бельгія     | ЧС 2018 - груповий етап                   | -    | 46'      |
| 3-7-2018   | Москва          | Колумбія   | 1 – 1 д.ч. (3 – 4 п.п.) | Англія      | ЧС 2018 - 1/8 фіналу                      | -    |          |
| 7-7-2018   | Самара          | Швеція     | 0 – 2                   | Англія      | ЧС 2018 - чвертьфінал                     | 1    | 87'      |
| 11-7-2018  | Москва          | Хорватія   | 2 – 1 д.ч.              | Англія      | ЧС 2018 - півфінал                        | -    |          |
| 14-7-2018  | Санкт-Петербург | Бельгія    | 2 – 0                   | Англія      | ЧС 2018 - 3-тє місце                      | -    | 78'      |
| 8-9-2018   | Лондон          | Англія     | 1 – 2                   | Іспанія     | Ліга націй УЄФА 2018—2019 - груповий етап | -    |          |
| 11-9-2018  | Лестер          | Англія     | 1 – 0                   | Швейцарія   | товариський матч                          | -    |          |
| 12-10-2018 | Рієка           | Хорватія   | 0 – 0                   | Англія      | Ліга націй УЄФА 2018—2019 - груповий етап | -    |          |
| 15-10-2018 | Севілья         | Іспанія    | 2 – 3                   | Англія      | Ліга націй УЄФА 2018—2019 - груповий етап | -    | 71'      |
| 22-3-2019  | Лондон          | Англія     | 5 – 0                   | Чехія       | Відбір до ЧЄ 2020                         | -    |          |
| 25-3-2019  | Подгориця       | Чорногорія | 1 – 5                   | Англія      | Відбір до ЧЄ 2020                         | -    |          |
| 6-6-2019   | Гімарайнш       | Нідерланди | 3 – 1 д.ч.              | Англія      | Ліга націй УЄФА 2018—2019 - півфінал      | -    |          |
| 9-6-2019   | Гімарайнш       | Швейцарія  | 0 – 0 д.ч. (5 – 6 п.п.) | Англія      | Ліга націй УЄФА 2018—2019 - 3-тє місце    | -    |          |
| 7-9-2019   | Лондон          | Англія     | 4 – 0                   | Болгарія    | Відбір до ЧЄ 2020                         | -    |          |
| 10-9-2019  | Саутгемптон     | Англія     | 5 – 3                   | Косово      | Відбір до ЧЄ 2020                         | -    |          |
| 11-10-2019 | Прага           | Чехія      | 2 – 1                   | Англія      | Відбір до ЧЄ 2020                         | -    |          |
| 14-10-2019 | Софія           | Болгарія   | 0 – 6                   | Англія      | Відбір до ЧЄ 2020                         | -    |          |
| 14-11-2019 | Лондон          | Англія     | 7 – 0                   | Чорногорія  | Відбір до ЧЄ 2020                         | -    |          |
| 17-11-2019 | Приштина        | Косово     | 0 – 4                   | Англія      | Відбір до ЧЄ 2020                         | -    |          |
| 11-10-2020 | Лондон          | Англія     | 2 – 1                   | Бельгія     | Ліга націй УЄФА 2020—2021 - груповий етап | -    |          |
| 14-10-2020 | Лондон          | Англія     | 0 – 1                   | Данія       | Ліга націй УЄФА 2020—2021 - груповий етап | -    | 5', 32'  |
| 12-11-2020 | Лондон          | Англія     | 3 – 0                   | Ірландія    | товариський матч                          | 1    | кап.     |
| 18-11-2020 | Лондон          | Англія     | 4 – 0                   | Ісландія    | Ліга націй УЄФА 2020—2021 - груповий етап | -    |          |
| 28-3-2021  | Тирана          | Албанія    | 0 – 2                   | Англія      | Відбір до ЧС 2022                         | -    |          |
| 31-3-2021  | Лондон          | Англія     | 2 – 1                   | Польща      | Відбір до ЧС 2022                         | 1    |          |
| 22-6-2021  | Лондон          | Чехія      | 0 – 1                   | Англія      | ЧЄ 2020 - груповий етап                   | -    |          |
| 29-6-2021  | Лондон          | Англія     | 2 – 0                   | Німеччина   | ЧЄ 2020 - 1/8 фіналу                      | -    | 77'      |
| 3-7-2021   | Рим             | Україна    | 0 – 4                   | Англія      | ЧЄ 2020 - чвертьфінал                     | 1    |          |
| 7-7-2021   | Лондон          | Англія     | 2 – 1 д.ч.              | Данія       | ЧЄ 2020 - півфінал                        | -    | 49'      |
| 11-7-2021  | Лондон          | Італія     | 1 – 1 д.ч. (3 – 2 п.п.) | Англія      | ЧЄ 2020 - фінал                           | -    | 106'     |
| 2-9-2021   | Будапешт        | Угорщина   | 0 – 4                   | Англія      | Відбір до ЧС 2022                         | 1    |          |
| 8-9-2021   | Варшава         | Польща     | 1 – 1                   | Англія      | Відбір до ЧС 2022                         | -    | 45+5'    |
| 12-11-2021 | Лондон          | Англія     | 5 – 0                   | Албанія     | Відбір до ЧС 2022                         | 1    |          |
| 15-11-2021 | Серравалле      | Сан-Марино | 0 – 10                  | Англія      | Відбір до ЧС 2022                         | 1    | 46'      |
| 29-3-2022  | Лондон          | Англія     | 3 – 0                   | Кот-д'Івуар | товариський матч                          | -    |          |
| 4-6-2022   | Будапешт        | Угорщина   | 1 – 0                   | Англія      | Ліга націй УЄФА 2022—2023 - груповий етап | -    |          |
| 7-6-2022   | Мюнхен          | Німеччина  | 1 – 1                   | Англія      | Ліга націй УЄФА 2022—2023 - груповий етап | -    |          |
| 11-6-2022  | Вулвергемптон   | Англія     | 0 – 0                   | Італія      | Ліга націй УЄФА 2022—2023 - груповий етап | -    |          |
| 14-6-2022  | Вулвергемптон   | Англія     | 0 – 4                   | Угорщина    | Ліга націй УЄФА 2022—2023 - груповий етап | -    | 85'      |
| 23-9-2022  | Мілан           | Італія     | 1 – 0                   | Англія      | Ліга націй УЄФА 2022—2023 - груповий етап | -    |          |
| 26-9-2022  | Лондон          | Англія     | 3 – 3                   | Німеччина   | Ліга націй УЄФА 2022—2023 - груповий етап | -    |          |
| 21-11-2022 | Ер-Райян        | Англія     | 6 – 2                   | Іран        | ЧС 2022 - груповий етап                   | -    | 70'      |
| Усього     |                 | Матчів     | 49                      |             | Голів                                     | 7    |          |

## Титули і досягнення
- Віце-чемпіон Європи: 2020
- Володар Кубка Футбольної ліги (1):

«Манчестер Юнайтед»: 2022-23
- Володар Кубка Англії (1):

«Манчестер Юнайтед»: 2023-24
- Член "команди року у Першій лізі (3): 2011/12, 2012/13[18], 2013/14[19]
- Молодий гравець місяця Футбольної ліги: серпень 2011[20]
- Гравець року «Шеффілд Юнайтед» (3): 2011/12[21], 2012/13[22], 2013/14[23]
- Молодий гравець року в «Шеффілд Юнайтед»: 2011/12
- Гравець року в «Галл Сіті»: 2016/17[24]